# Episodi di Tuca & Bertie (prima stagione)
La prima stagione della serie animata Tuca & Bertie, composta da 10 episodi, è stata interamente pubblicata dal servizio di video on demand Netflix il 3 maggio 2019, in tutti i paesi in cui il servizio è disponibile.
| nº | Titolo originale | Titolo italiano          | Pubblicazione |
| -- | ---------------- | ------------------------ | ------------- |
| 1  | The Sugar Bowl   | La zuccheriera           | 3 maggio 2019 |
| 2  | The Promotion    | La promozione            | 3 maggio 2019 |
| 3  | The Deli Guy     | Mister sandwich          | 3 maggio 2019 |
| 4  | The Sex Bugs     | Le piattole              | 3 maggio 2019 |
| 5  | Plumage          | Piumini                  | 3 maggio 2019 |
| 6  | The Open House   | Casa in vendita          | 3 maggio 2019 |
| 7  | Yeast Week       | La settimana del lievito | 3 maggio 2019 |
| 8  | The New Bird     | La nuova arrivata        | 3 maggio 2019 |
| 9  | The Jelly Lakes  | I laghi di gelatina      | 3 maggio 2019 |
| 10 | SweetBeak        | Dolce becco              | 3 maggio 2019 |

## La zuccheriera
- Titolo originale: The Sugar Bowl
- Diretto da: Amy Winfrey
- Scritto da: Lisa Hanawalt e Raphael Bob-Waksberg

### Trama
Dopo essere state coinquiline per sei anni, Tuca lascia la casa dell'amica Bertie, per trasferirsi nell'appartamento al piano di sopra. Bertie, infatti, ha ora deciso di convivere con il suo fidanzato Speckle.

## La promozione
- Titolo originale: The Promotion
- Diretto da: Aaron Long
- Scritto da: Lisa Hanawalt

### Trama
Bertie vorrebbe far carriera, ma è troppo ansiosa per provarci. Ci penserà l'amica Tuca ad aiutarla nel suo scopo.
- Guest star: Awkwafina.

## Mister sandwich
- Titolo originale: The Deli Guy
- Diretto da: Mollie Helms
- Scritto da: Lee Sung Jin

### Trama
Tuca s'innamora di un ragazzo, dipendente di una macelleria, provando delle sensazioni mai provate prima.
- Guest star: Michelle Dockery.

## Le piattole
- Titolo originale: The Sex Bugs
- Diretto da: James Bowman
- Scritto da: Rachelle Williams

### Trama
Tuca ha le piattole e perciò si fa aiutare dall'amica Bertie, la quale si è finta malata per non andare al lavoro.
- Guest star: Kate Berlant, Laverne Cox, Tessa Thompson.

## Piumini
- Titolo originale: Plumage
- Diretto da: Amy Winfrey
- Scritto da: Nick Adams

### Trama
Mentre Bertie inizia il suo nuovo lavoro come praticante nella pasticceria di Pasticcere Pete, Speckle accompagna Tuca dalla sua ricca zia Tallulah.
- Guest star: Kate Berlant, Jenifer Lewis (Tallulah).

## Casa in vendita
- Titolo originale: The Open House
- Diretto da: Aaron Long
- Scritto da: Karen Graci

### Trama
Bertie e Speckle sono alla ricerca di una nuova casa, mandando Tuca nel panico.

## La settimana del lievito
- Titolo originale: Yeast Week
- Diretto da: Mollie Helms
- Scritto da: Gonzalo Cordova

### Trama
Tuca è ammalata e avrebbe bisogno di un medico. Intanto Bertie partecipa con Pasticcere Pete a un expo di pasticceria, per presentare la loro nuova ricetta.
- Guest star: Jenifer Lewis (Tallulah), Adam Conover, Tig Notaro.

## La nuova arrivata
- Titolo originale: The New Bird
- Diretto da: Adam Parton
- Scritto da: Lee Sung Jin

### Trama
Alla pasticceria arriva una giovane e inesperta nuova praticante e Bertie inizierà a fare amicizia con lei.
- Guest star: Amber Ruffin (Dakota con la Y).

## I laghi di gelatina
- Titolo originale: The Jelly Lakes
- Diretto da: Amy Winfrey
- Scritto da: Shauna McGarry

### Trama
Dopo un improvvisato viaggio di riappacificazione, Tuca e Bertie raggiungono i laghi di gelatina, dove Bertie, dopo aver rincontrato la sua insegnante Meredith Maple, si trova faccia a faccia con una brutta esperienza della sua infanzia.
- Guest star: Jane Lynch (Meredith Maple), Isabella Rossellini (Pat).

## Dolce becco
- Titolo originale: SweetBeak
- Diretto da: Aaron Long
- Scritto da: Lisa Hanawalt

### Trama
Dopo essersi ribellata alla prepotenza di Pasticcere Pete, Bertie decide di aprire la propria pasticceria, non senza difficoltà, con il supporto dell'amica Tuca.